# Lodewijk III van Opper-Hessen
Lodewijk III van Opper-Hessen (circa 1460 - 1 juli 1478) was in 1478 korte tijd medelandgraaf van Opper-Hessen. Hij behoorde tot het huis Hessen.

## Levensloop
Lodewijk III was de tweede, maar oudst overlevende zoon van landgraaf Hendrik III van Opper-Hessen en Anna van Katzenelnbogen, dochter van graaf Filips I van Katzenelnbogen.
Na de dood van zijn oudere broer Frederik werd Lodewijk erfgenaam van het landgraafschap Opper-Hessen. In 1478 werd hij door zijn vader aangesteld tot medelandgraaf van Hessen, meer bepaald als stadhouder van Marburg. Kort na zijn aanstelling stierf Lodewijk echter op 18-jarige leeftijd. Door zijn jonge leeftijd was hij ongehuwd en kinderloos gebleven. Zijn jongere broer Willem III werd vervolgens de nieuwe erfgenaam van Opper-Hessen.